# Dalaca chiliensis
Dalaca chiliensis är en fjärilsart som beskrevs av Pierre E.L. Viette 1950. Dalaca chiliensis ingår i släktet Dalaca och familjen rotfjärilar. Inga underarter finns listade i Catalogue of Life.